# Dieudonné Uringi Uuci

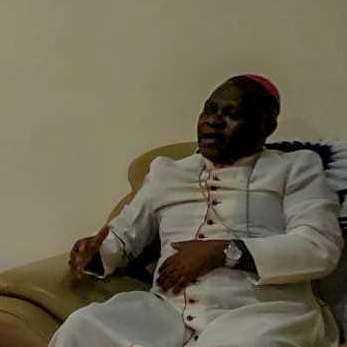
Dieudonné Uringi Uuci 3 5 2022

Wappen von Dieudonné Uringi Uuci

Dieudonné Uringi Uuci (* 28. Oktober 1957 in Bunia, Demokratische Republik Kongo) ist ein römisch-katholischer Geistlicher und Bischof von Bunia.

## Leben
Dieudonné Uringi Uuci empfing am 25. September 1984 das Sakrament der Priesterweihe.
Am 1. April 2005 ernannte ihn Papst Johannes Paul II. zum Bischof von Bunia. Der Erzbischof von Kisangani, Laurent Monsengwo Pasinya, spendete ihm am 24. Juni desselben Jahres die Bischofsweihe; Mitkonsekratoren waren der Apostolische Nuntius in der Demokratischen Republik Kongo, Erzbischof Giovanni d’Aniello, und der Bischof von Buta, Joseph Banga Bane.